# Клемансі (комуна)
Клемансі (люксемб. Kënzeg, фр. Clemency, нім. Küntzig) — комуна Люксембургу. Входить до складу кантону Капеллен в окрузі Люксембург.

## Географія
Площа території комуни становить 14,53 км² (88-е місце за цим показником серед 116 комун Люксембургу).
Найвища точка комуни над рівнем моря — 395 метрів (63-є місце за цим показником серед комун країни), найнижча — 311 метрів (108-е місце).

## Демографія
Станом на 2011 рік на території комуни мешкало 2 180 ос.
Динаміка чисельності населення:

## Адміністративний поділ
До складу комуни входять такі поселення:
| Поселення | Населення за даними переписів: | Населення за даними переписів: | Населення за даними переписів: |
| Поселення | на 31.03.1981                  | на 01.03.1991                  | на 15.02.2001                  |
| --------- | ------------------------------ | ------------------------------ | ------------------------------ |
| Клемансі  | 1 383                          | 1 395                          | 1 783                          |
| Фінгіж    | 217                            | 233                            | 322                            |